# Abierto de Brasil 2013
El Torneo de Brasil 2013 (Brasil Open) fue un evento de tenis ATP World Tour de la serie 250, disputado en São Paulo, Brasil entre el 11 y el 17 de febrero. En su 2ª edición oficial del torneo que se disputa en dicha ciudad.

## Cabezas de serie

### Individual
| Tenista         | Ranking | Preclasificado |
| Rafael Nadal    | 5       | 1              |
| Nicolás Almagro | 11      | 2              |
| Juan Mónaco     | 15      | 3              |
| Jérémy Chardy   | 26      | 4              |
| Thomaz Bellucci | 35      | 5              |
| Fabio Fognini   | 42      | 6              |
| Pablo Andújar   | 45      | 7              |
| Albert Ramos    | 50      | 8              |

### Dobles
| Tenista                          | Ranking | Preclasificado |
| Daniele Bracciali Marcelo Melo   | 40      | 1              |
| Alexander Peya Bruno Soares      | 42      | 2              |
| Frantisek Cermak Michal Mertinak | 79      | 3              |
| Lukáš Dlouhý André Sá            | 118     | 4              |

## Campeones

### Individuales masculino
Rafael Nadal venció a  David Nalbandian por 6-2 6-3.

### Dobles masculino
Alexander Peya /  Bruno Soares vencieron a  Frantisek Cermak /  Michal Mertinak por 6-7(5-7), 6-2, 10-7.